# Яблоня гибридная
Я́блоня гибри́дная (лат. Malus hybridus) — вид деревьев из рода Яблоня семейства Розовые. Малораспространённое декоративное, изредка десертное дерево, выращиваемое ради пурпурных цветков, или даже листьев.
По современным представлениям ботаников, вида Malus hybridus не существует.

## Биологическое описание
Растение живёт до 50-80 лет, иногда до 100.
Начинает плодоносить (в зависимости от сорта и условий культуры) обычно на 2-й год, продуктивный период — 40-60 лет. Плодоношение на концах укороченных ветвей (кольчатках, копьецах, плодовых прутиках). Цветёт в апреле-мае. Цветение продолжается 8—12 суток. Цветки розового цвета. Опыление — перекрёстное. При обильном цветении завязывается и развивается до зрелых плодов около 30 % завязей, остальные осыпаются (неоплодотворённые завязи, и в июне — плоды).
Формула цветка: {\displaystyle \ast K_{(5)}\;C_{5}\;A_{\infty }\;G_{({\overline {5}})}\;}
Яблоня малозимостойка (выдерживает до −30-33 °C), произрастает на разных почвах. Недостаток влаги, минерального питания, весенние заморозки и другие неблагоприятные факторы приводят к значительному осыпанию завязей.
Вид получен путём генных и селекционных манипуляций. Различные сорта обладают очень разными характеристиками — одни очень обильно цветут, другие имеют красные цветы или даже листья. Яблоки — не больше 4 см в диаметре, иногда съедобны.